# Юнга

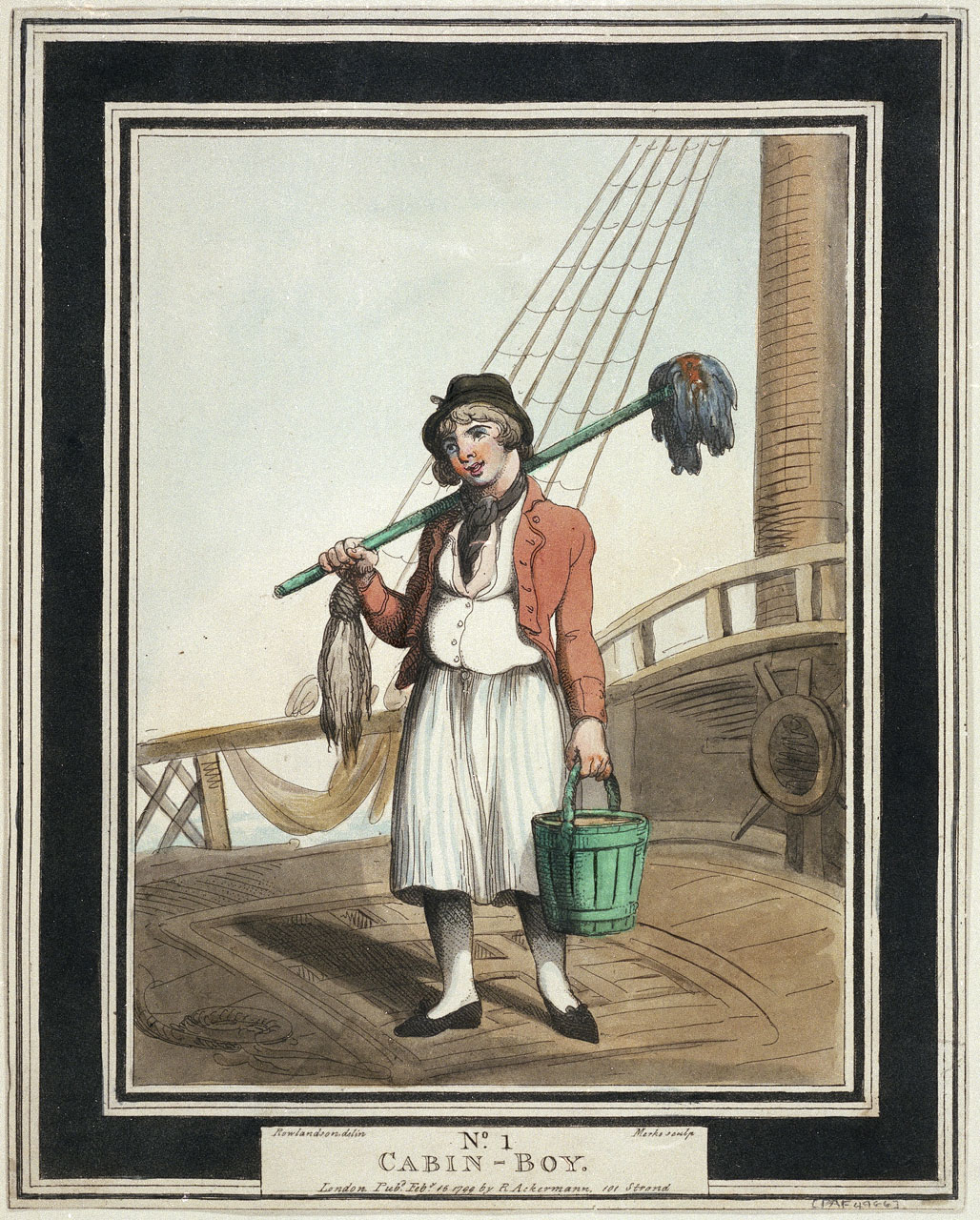
«Юнга». Картина 1799 года

Ю́нга (от нидерл. jongen, kajuitjongen, dekjongen; нем. Junge — «мальчик» или jonge — «молодой») — подросток на судне, обучающийся морскому делу и готовящийся стать матросом, а также младший матрос.

## Юнги в Российской империи
Основав Кронштадт в 1704 году, Пётр I учредил в нём училище морских юнг, то есть малолетних матросов; он и сам начинал службу на море с каютного юнги. Чин юнги являлся чином морских рядовых служащих флота Российской империи. Юнги существовали, с перерывами, в военно-морских силах России до начала XX века. В 1910 году в Кронштадте была вновь открыта школа юнг.

## Юнги в СССР
В СССР юнга — воспитанник военизированной школы. Первая школа юнг (первоначально называли «школа юнгов») появилась на Валааме в 1940 году. С началом Великой Отечественной войны были созданы новые школы юнг в Ленинграде, Кронштадте, на Соловках (Соловецкая школа юнг, созданная в 1942 году, наиболее известная из них). В 1944—1945 годах была открыта школа юнг в Юрьевце. Юнги принимали участие в боевых действиях.

### Память
В 1973 году на Киностудии имени Горького был снят художественный фильм «Юнга Северного флота» о воспитанниках Соловецкой школы юнг. Сценарий фильма написан с использованием материалов автобиографических книг бывших юнг — писателей Валентина Пикуля и Виталия Гузанова.
В ряде городов в честь юнг Великой Отечественной войны названы географические объекты и установлены памятники, в частности:
- Памятники погибшим юнгам открыты в 1972 году на Соловках и в 1993 году в Архангельске[9]
- В Санкт-Петербурге в 1989 году получила своё нынешнее название «Площадь Балтийских Юнг», в 1999 году на ней был открыт памятник «Юнгам Балтики»
- В Москве в 1995 году безымянная площадь получила название «Площадь Соловецких Юнг», в 2005 году на ней был открыт памятник Соловецким юнгам[9]
- Во Владивостоке (на Эгершельде) в 2010 году официально получил название «Сквер Юнг Российского флота»[10], в котором находится памятник «Юнгам флота Российского»

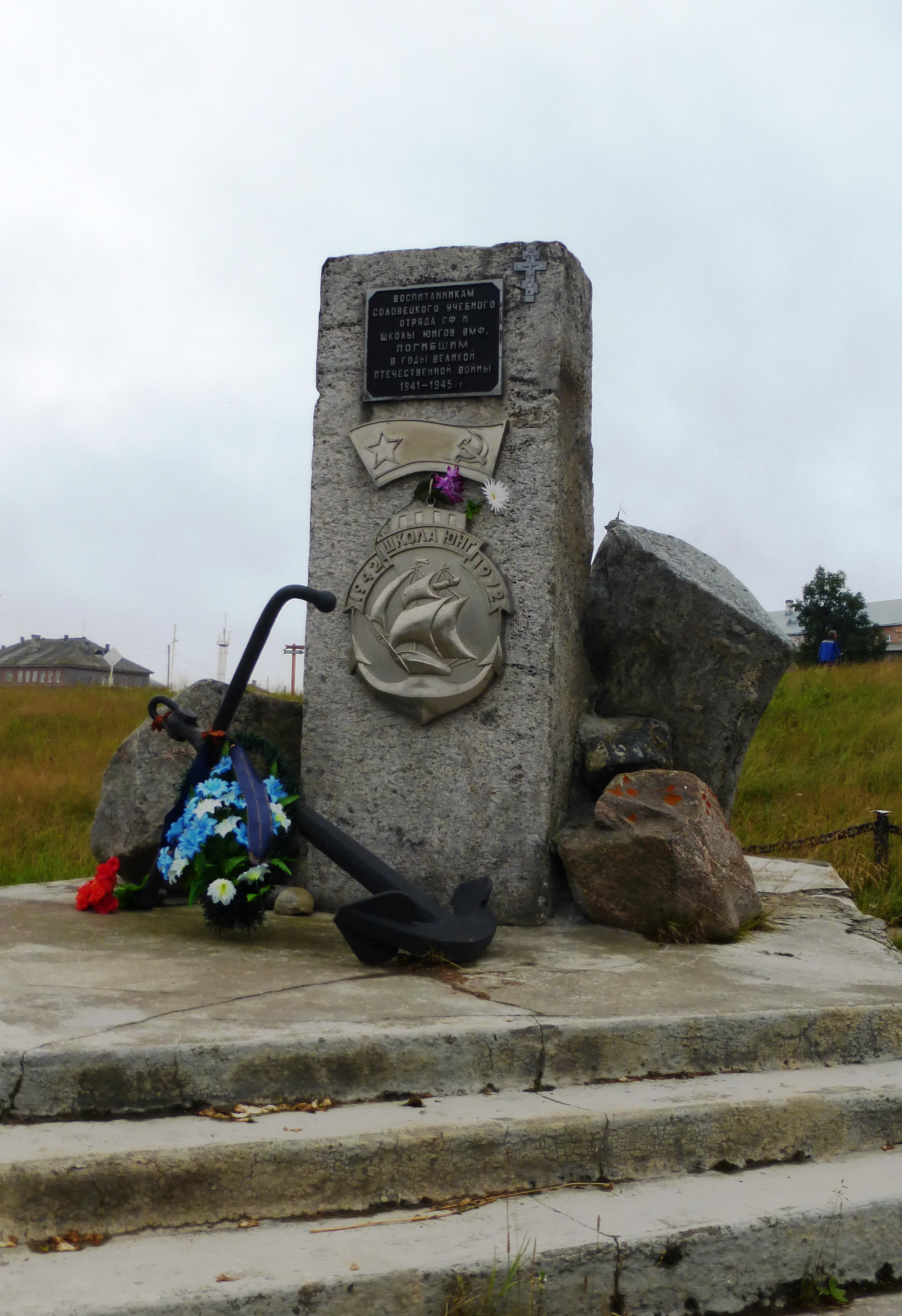
Памятник погибшим соловецким юнгам
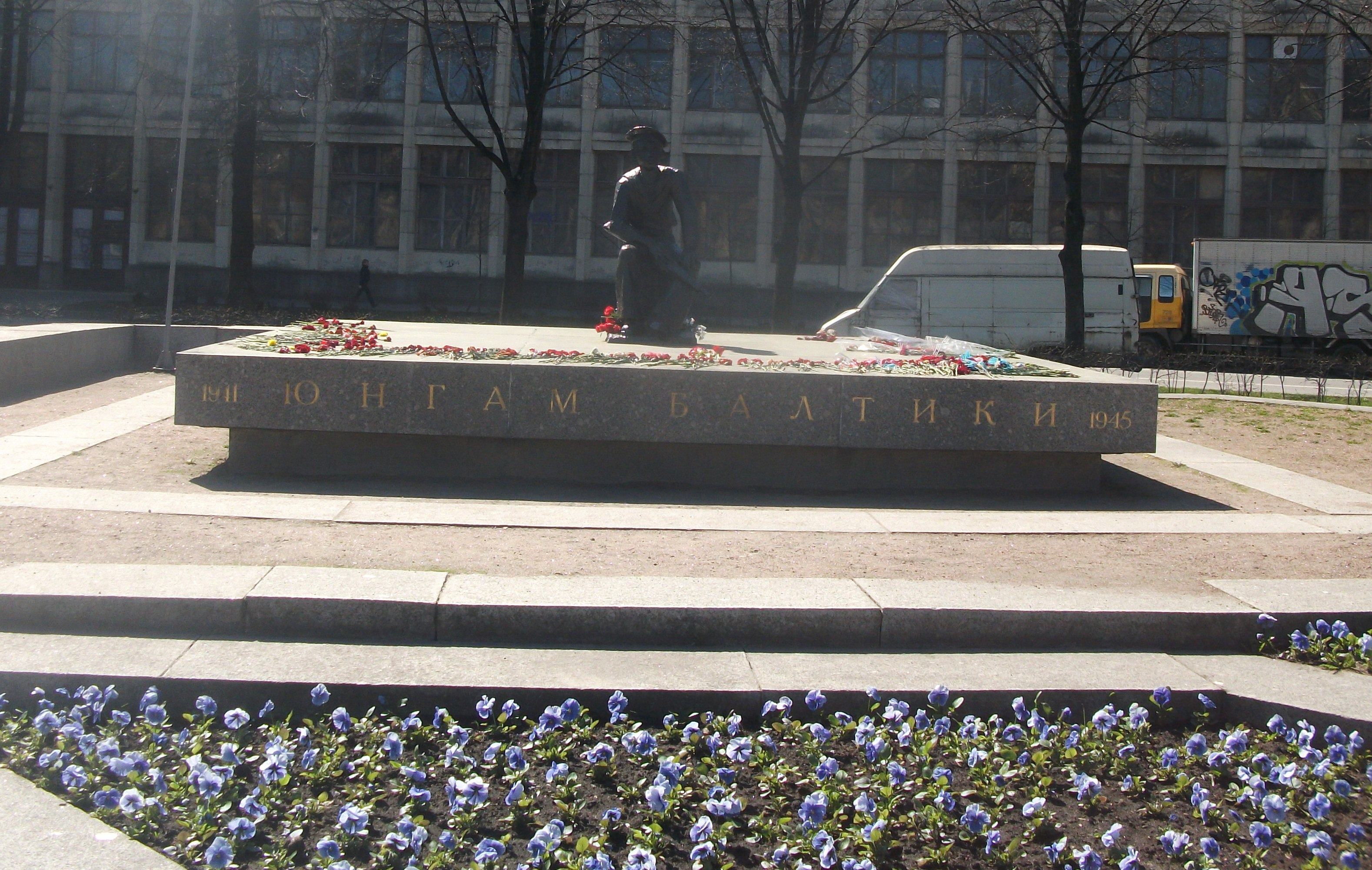
Памятник «Юнгам Балтики» в Санкт-Петербурге
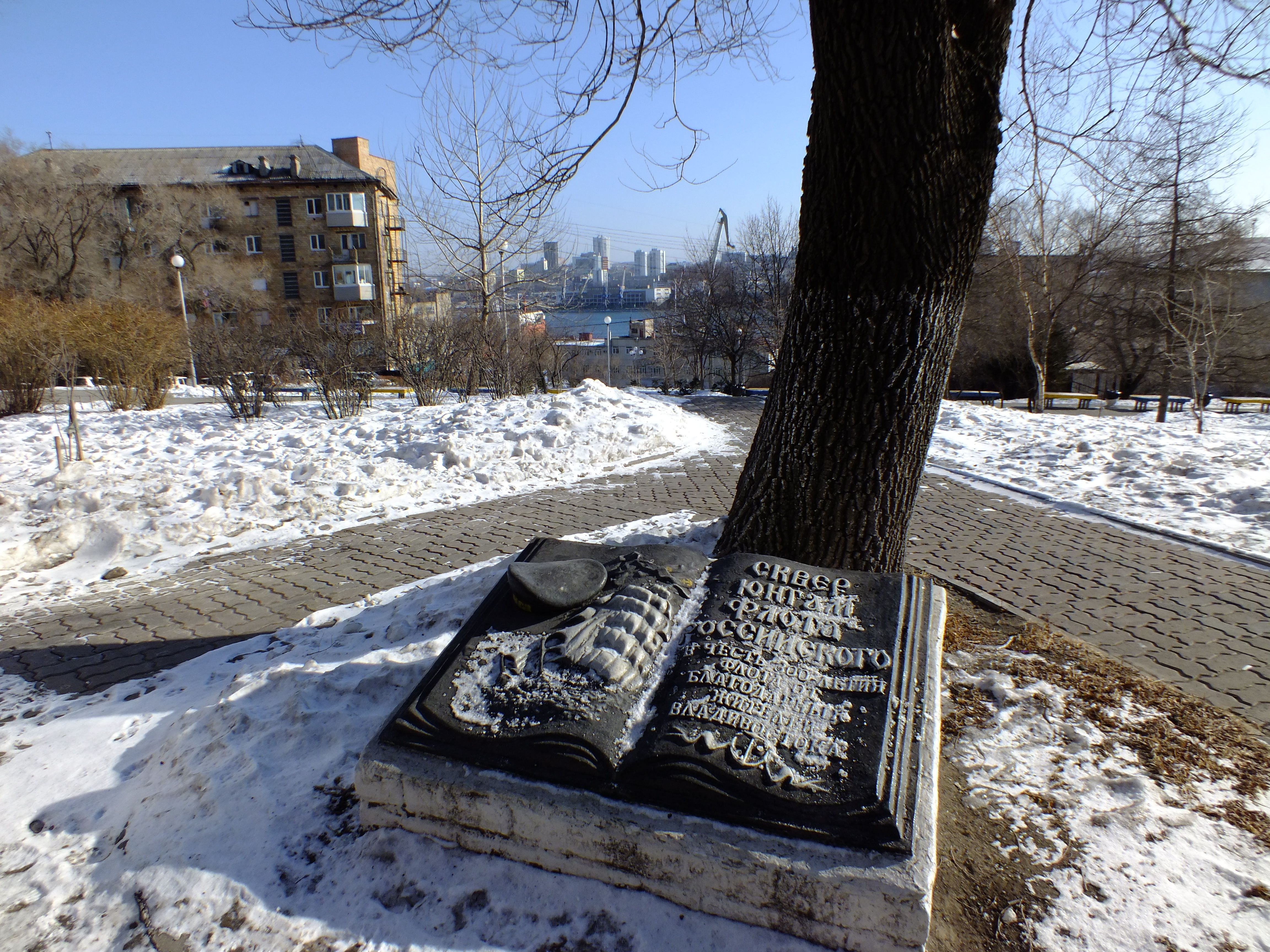
Юнгам флота Российского от благодарных жителей Владивостока
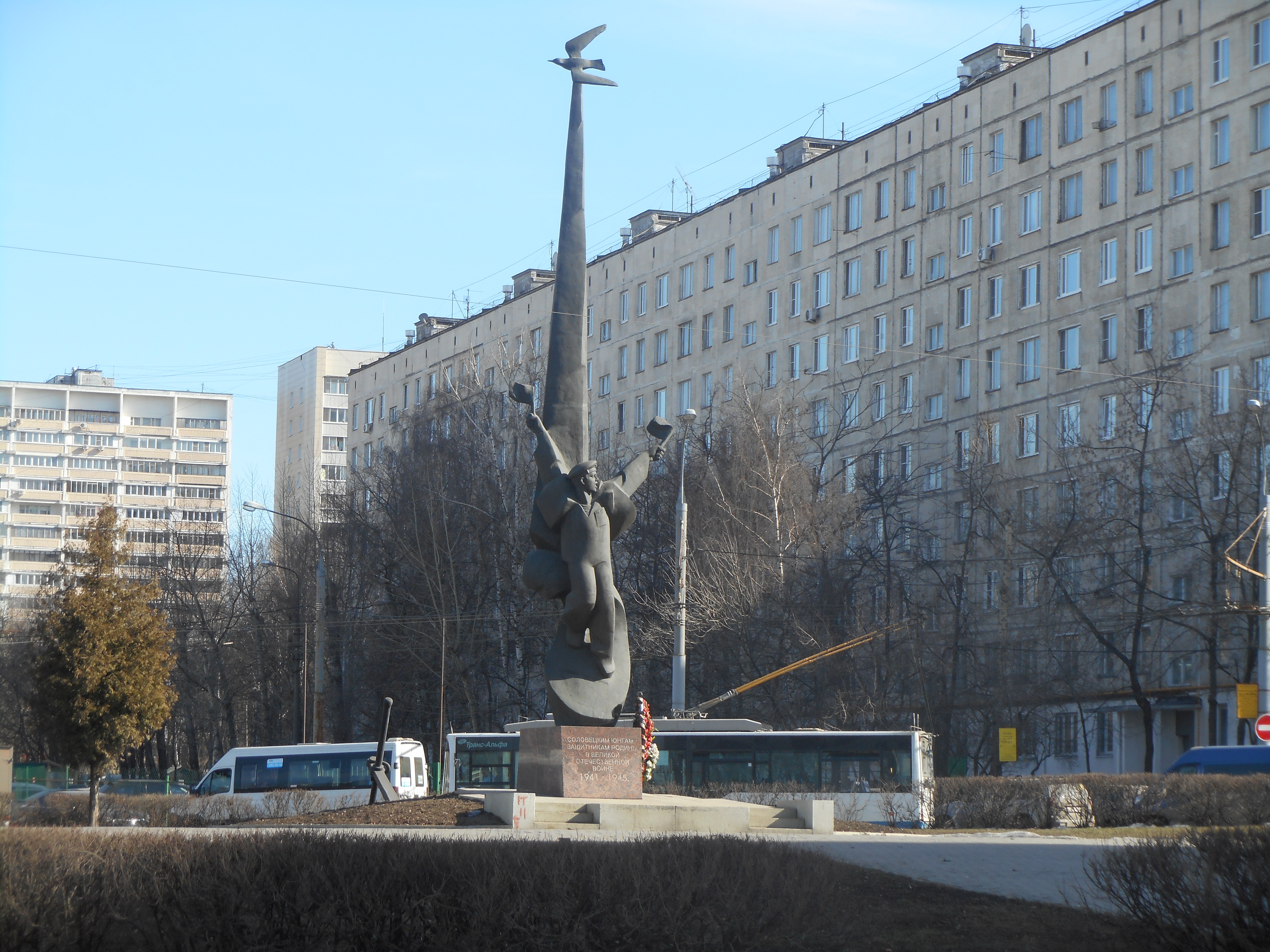
«Памятник соловецким юнгам» на одноимённой площади в Москве